# Cratere Farida
Farida  è un cratere sulla superficie di Venere.